# Antrophyum
Antrophyum, biljni rod iz porodice bujadovki (Pteridaceae) smješten je u potporodicu Vittarioideae. Pripada mu 33 priznate pantropske vrste, većinom iz jugoistočne Azije.

## Vrste
1. Antrophyum annamense Tardieu & C. Chr.
2. Antrophyum annetii (Jeanp.) Tardieu
3. Antrophyum austroqueenslandicum D. L. Jones
4. Antrophyum brassii S. Linds.
5. Antrophyum callifolium Blume
6. Antrophyum castaneum H. Itô
7. Antrophyum costatum Alderw.
8. Antrophyum formosanum Hieron.
9. Antrophyum henryi Hieron.
10. Antrophyum hovenkampii C. W. Chen
11. Antrophyum jagoanum Jones & Bostock
12. Antrophyum lancifolium Rosenst. ex M. Kato
13. Antrophyum latifolium Blume
14. Antrophyum ledermannii Hieron.
15. Antrophyum malgassicum C. Chr.
16. Antrophyum megistophyllum Copel.
17. Antrophyum nambanense C. W. Chen
18. Antrophyum novae-caledoniae Hieron.
19. Antrophyum obovatum Baker
20. Antrophyum ovatum Alderw.
21. Antrophyum parvulum Blume
22. Antrophyum plantagineum (Cav.) Kaulf.
23. Antrophyum reticulatum (G. Forst.) Kaulf.
24. Antrophyum semicostatum Blume
25. Antrophyum sessilifolium (Cav.) Spreng.
26. Antrophyum simulans Alderw.
27. Antrophyum smithii C. Chr.
28. Antrophyum solomonense C. W. Chen & J. H. Nitta
29. Antrophyum strictum Mett.
30. Antrophyum subfalcatum Brack.
31. Antrophyum trivittatum C. Chr.
32. Antrophyum vittarioides Baker
33. Antrophyum williamsii Benedict

## Sinonimi
- Bathia C.Chr.